# Xã Kingsley, Quận Forest, Pennsylvania
Xã Kingsley (tiếng Anh: Kingsley Township) là một xã thuộc quận Forest, tiểu bang Pennsylvania, Hoa Kỳ. Năm 2010, dân số của xã này là 363 người.